# Dumitru Cipere
Dumitru Cipere, född den 22 oktober 1957, är en rumänsk boxare som tog OS-brons i bantamviktsboxning 1980 i Moskva. I semifinalen förlorade Cipere mot Bernardo Piñango från Venezuela.